# Charles Harris (pirata)
Charles Harris (1698-1723) fue un pirata inglés activo en la década de 1720. Fue conocido por su asociación con los piratas George Lowther y Edward Low .

## Biografía
Harris era segundo de a bordo del carguero Greyhound  en enero de 1722 cuando este fue capturado por el pirata George Lowther a bordo del Happy Delivery cuando cubría la ruta entre Honduras y Boston.  El capitán del Greyhound, Benjamin Edward, luchó contra Lowther pero finalmente se rindió. En represalia por su resistencia, los piratas mataron a muchos miembros de la tripulación del Greyhound; el resto de ella fue forzada a trabajar a bordo del Happy Delivery. A diferencia de la mayoría de la tripulación, Charles Harris firmó voluntariamente el código pirata de Lowther para unirse junto a ellos como un pirata más.
Lowther pronto le dio a Harris el mando de un pequeño barco de presa, mientras otorgaba otra capitanía (el bergantín Rebecca) al lugarteniente de Lowther, Edward Low. Harris y Low navegaron en concierto con Lowther durante un tiempo; El barco de Harris se perdió en el mar y subió a bordo del barco de Low. Cuando Low abandonó a Lowther en mayo de 1722, Harris se fue con él, junto con el intendente de Lowther, Francis Spriggs . Harris estaba con el nuevo intendente de Low and Low, John Russell, en junio de 1722 cuando obligaron a Philip Ashton a entrar en servicio; Ashton se convertiría en un famoso náufrago cuando escapó de Low un año después. En julio de 1722, cerca de Nueva Escocia, Low capturó una goleta de 80 toneladas a la que rebautizó como Fancy . Low tomó el mando del Fancy y hundió al Rebecca .
Poco después zarparon hacia las islas Azores, donde capturaron un pingue del que Low tomó el mando y rebautizó como Rose Pink. Mientras Low tenía el Rose Pink, le dio el mando del Fancy a Harris. La inexperiencia en navegación provocó la pérdida del Rose Pink. Low recuperó el Fancy, navegó a la isla de Granada y capturó un pequeño barco llamado Squirrel, luego una balandra francesa rebautizada como Ranger. Low le dio el Squirrel a Francis Spriggs, quien pronto se peleó con Low y abandonó el grupo. Low luego le dio el Ranger a Harris y navegaron hacia las Carolinas en la costa estadounidense.
Frente a la bahía de Delaware el 10 de junio de 1723, Low y Harris persiguieron a un mercante. El buque resultó ser el navío de guerra británico de 20 cañones al mando del capitán Peter Solgard. El Fancy de 70 hombres y 10 cañones a cargo de Low y el Ranger de 50 hombres y 8 cañones a cargo de Harris   libraron una larga batalla contra el buque de guerra, que los persiguió a vela y remo. Cuando el Ranger quedó lisiado, Low abandonó a Harris y escapó. Un pirata desesperado trató de hacer estallar el Ranger en lugar de arriesgarse a ser capturado, pero lo detuvieron y se suicidó.
Harris y los sobrevivientes de Ranger fueron llevados a juicio en Newport, Rhode Island. La mayoría fueron declarados culpables; en medio de un espectáculo público, Harris y más de 25 personas fueron ahorcadas el 19 de julio de 1723 después de un largo sermón del juez Cotton Mather. Hasta el día de hoy sigue siendo la ejecución en masa más grande en la historia de Rhode Island. Se dice que Low, que ya era conocido por su crueldad, se volvió aún más cruel después de la captura de Harris.

## Bandera

Bandera pirata de Low, Spriggs, Harris y otros

Harris enarboló la misma bandera de "Jolly Roger " que Low y Spriggs. Según el capitán Charles Johnson :
“Un día o dos después de que se separaron, Spriggs fue elegido Capitán por el resto, y se hizo un Alférez negro, al que llamaron Jolly Roger, con el mismo Dispositivo que llevaba el Capitán Low, a saber. un esqueleto blanco en el medio, con un dardo en una mano golpeando un corazón sangrante, y en la otra, un reloj de arena; cuando esto estuvo terminado y izado, dispararon todas sus armas para saludar a su Capitán y a ellos mismos, y luego buscaron a Prey”.
Y de un artículo de un periódico local sobre el día de la ejecución:
"Su Bandera Negra, con la Vitrina de la Muerte que tenía un Reloj de Arena en una Mano y un Dardo en la otra, al final de la cual estaba la Forma de un Corazón con tres Gotas de Sangre cayendo de él, fue colocada en una esquina de la horca. Esta bandera la llamaban Old Roger, y solían decir que vivirían y morirían bajo ella".
Otra fuente afirma que la bandera de Harris usaba el mismo diseño, pero en un campo azul en lugar de negro:
"...bajo su propia y profunda Bandera Soplada que fue izada en su Patíbulo, y había derramado en medio de ella, una Anatomía con un Reloj de Arena en una mano, y un dardo en el Corazón con 3 gotas de sangre saliendo de él, en el otro".